# البرت دورانت
البرت دورانت (انگلیسی: Albert Durant; ۱ july ۱۸۹۲ – unknown) ورزشکار واترپلو اهل بلژیک بود.
وی در مسابقات کشوری و بین‌المللی در مجموع برندهٔ ۲ مدال نقره، ۱ مدال برنز شده‌است.